# Памятник создателям советского атомного проекта
Памятник создателям советского атомного проекта находится в Москве на аллее Нобелевских лауреатов в Национальном исследовательском ядерном университете «МИФИ». Памятник выполнил скульптор, доцент МГАХИ имени В. И. Сурикова Александр Миронов. Памятник представляет собой три фигуры Игоря Васильевича Курчатова, Якова Борисовича Зельдовича и Юлия Борисовича Харитона, объединённые хрустальным атомом. В монументальной скульптуре применено редкое сочетание материалов: фигуры выполнены из бронзы, а атом — из хрусталя. Хрусталь редко используют в скульптуре больших форм. На лицевой части постамента выбита надпись «Создателям советского атомного проекта». Открытие состоялось 6 марта 2020 года.

## Художественное решение
Александр Миронов обозначил центром композиции хрустальный атом, который идейно и пластически объединяет три совершенно разных фигуры ученых. И действительно композиция в виде треугольника оказалась самой удачной по решению. Она выстраивается в пространстве: геометрически, схематически и благодаря центру — орбитам, начинает работать пространственно.

## История создания
Памятник создан к юбилею 75-летия российской атомной промышленности и входит в ряд скульптур на «Аллее Нобелевских лауреатов» на территории МИФИ. Аллея была заложена в 2017 году по инициативе торгово-производственной компании «Артпласт» во главе с бывшим выпускником МИФИ Андреем Новиковым.

На церемонии открытия присутствовали Алексей Лихачёв и Михаил Стриханов.
«Важно, что атомный проект смог поддержать нашу Победу в Великой Отечественной войне. Но не менее важно, что наша страна стала первой, где начали активно использовать ядерные технологии в мирных целях: мы первые в мире запустили промышленную атомную станцию, подняли флаг Советского Союза над атомным ледоколом. В этом заслуга отцов-основателей атомной энергетики. Я бы призвал студентов, наших будущих коллег, брать пример с этих людей, максимально использовать их принципы самоотверженности, целеустремленности в своей работе», — Алексей Лихачев генеральный директор Государственной корпорации по атомной энергии «Росатом» на открытии памятника «Создателям советского атомного проекта»
В 2021 году хрустальный атом был заменён на антивандальный из никелированной бронзы.